# 룩셈부르크의 행정 구역

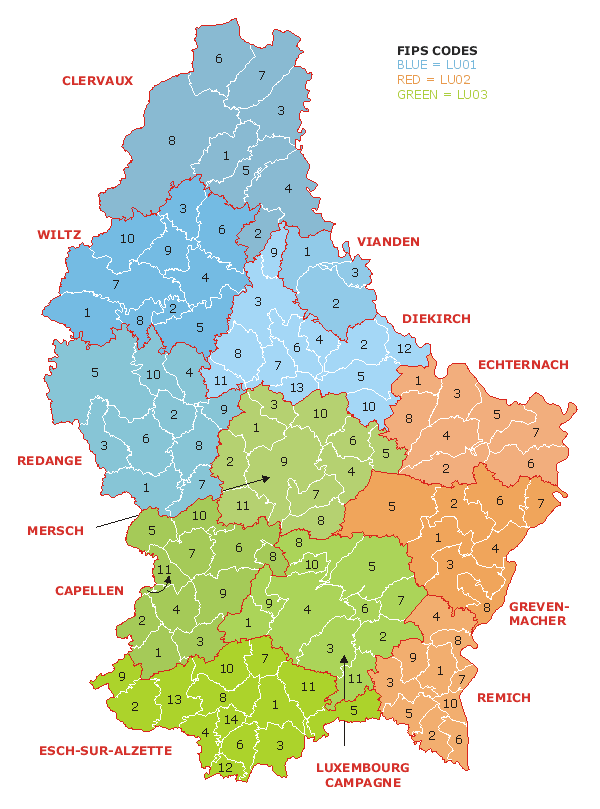
룩셈부르크의 행정 구역

룩셈부르크의 행정 구역은 구와 주, 지방 자치체로 나뉜다. 룩셈부르크에는 3개 구, 12개 주와 116개 지방 자치체가 있다.

## 같이 보기
- 룩셈부르크의 구
- 룩셈부르크의 주